# Nottjärnen (Lycksele socken, Lappland, 716813-164385)
Nottjärnen är en sjö i Lycksele kommun i Lappland och ingår i Umeälvens huvudavrinningsområde. Sjön har en area på 0,15 kvadratkilometer och ligger 222,9 meter över havet. Nottjärnen ligger i Vindelälven Natura 2000-område. Sjön avvattnas av vattendraget Nottjärnbäcken.

## Delavrinningsområde
Nottjärnen ingår i det delavrinningsområde (716644-164309) som SMHI kallar för Mynnar i Lapp-Arvträsket. Medelhöjden är 263 meter över havet och ytan är 21,56 kvadratkilometer. Det finns inga avrinningsområden uppströms utan avrinningsområdet är högsta punkten. Nottjärnbäcken som avvattnar avrinningsområdet har biflödesordning 4, vilket innebär att vattnet flödar genom totalt 4 vattendrag innan det når havet efter 153 kilometer. Avrinningsområdet består mestadels av skog (94 procent). Avrinningsområdet har 0,86 kvadratkilometer vattenytor vilket ger det en sjöprocent på 4 procent.